# Kvalspelet till Europamästerskapet i fotboll 2016 (grupp F)
Matcherna i Grupp F i kvalspelet till Europamästerskapet i fotboll 2016 spelades från 7 september 2014 till 11 oktober 2015. Totalt deltog sex landslag som tävlar om 2 direktplatser och en playoff-plats till Europamästerskapet i fotboll 2016.

## Tabell
| Nr | Lag        | S  | V | O | F | GM | IM | MS  | P  |
| -- | ---------- | -- | - | - | - | -- | -- | --- | -- |
| 1  | Nordirland | 10 | 6 | 3 | 1 | 16 | 8  | +8  | 21 |
| 2  | Rumänien   | 10 | 5 | 5 | 0 | 11 | 2  | +9  | 20 |
| 3  | Ungern     | 10 | 4 | 4 | 2 | 11 | 9  | +2  | 16 |
| 4  | Finland    | 10 | 3 | 3 | 4 | 9  | 10 | −1  | 12 |
| 5  | Färöarna   | 10 | 2 | 0 | 8 | 6  | 17 | −11 | 6  |
| 6  | Grekland   | 10 | 1 | 3 | 6 | 7  | 14 | −7  | 6  |

## Matcher
| 1           | 7 september 2014 | Ungern            | 1 – 2           | Nordirland                         | Groupama Arena                                           |                                                          |
| 18:00 UTC+2 | 18:00 UTC+2      | Tamás Priskin 75′ | (0 – 0) Rapport | 81′ Niall McGinn 88′ Kyle Lafferty | Budapest Publik: 20 672 Domare: Deniz Aytekin (Tyskland) | Budapest Publik: 20 672 Domare: Deniz Aytekin (Tyskland) |
| 18:00 UTC+2 | 18:00 UTC+2      |                   |                 |                                    | Budapest Publik: 20 672 Domare: Deniz Aytekin (Tyskland) | Budapest Publik: 20 672 Domare: Deniz Aytekin (Tyskland) |
| 18:00 UTC+2 | 18:00 UTC+2      |                   |                 |                                    | Budapest Publik: 20 672 Domare: Deniz Aytekin (Tyskland) | Budapest Publik: 20 672 Domare: Deniz Aytekin (Tyskland) |

| 2           | 7 september 2014 | Färöarna            | 1 – 3           | Finland                                | Tórsvøllur                                             |                                                        |
| 19:45 UTC+1 | 19:45 UTC+1      | Christian Holst 41′ | (1 – 0) Rapport | 53′, 78′ Riku Riski 82′ Roman Eremenko | Tórshavn Publik: 3 300 Domare: Simon Lee Evans (Wales) | Tórshavn Publik: 3 300 Domare: Simon Lee Evans (Wales) |
| 19:45 UTC+1 | 19:45 UTC+1      |                     |                 |                                        | Tórshavn Publik: 3 300 Domare: Simon Lee Evans (Wales) | Tórshavn Publik: 3 300 Domare: Simon Lee Evans (Wales) |
| 19:45 UTC+1 | 19:45 UTC+1      |                     |                 |                                        | Tórshavn Publik: 3 300 Domare: Simon Lee Evans (Wales) | Tórshavn Publik: 3 300 Domare: Simon Lee Evans (Wales) |

| 3           | 7 september 2014 | Grekland | 0 – 1           | Rumänien                  | Karaiskakis-stadion | |
| 21:45 UTC+3 | 21:45 UTC+3      |          | (0 – 1) Rapport | 10′ (str.) Ciprian Marica | Pireus Publik: 0<refgroup="not">GreklandspeladesinhemmamatchmotRumänieninförtommaläktare.<refname="GRE-ROU">{{webbref\|url=https://cn.reuters.com/article/uk-soccer-euro-greece/ranieri-suffers-defeat-behind-closed-doors-for-greece-idUKKBN0H20T120 140 907\|titel=RanierisuffersdefeatbehindcloseddoorsforGreece\|utgivare=Reuters\|datum=7september2 014\|hämtdatum=10oktober2 014\|arkivurl=https://web.archive.org/web/20 210 826 101 346/https://cn.reuters.com/article/uk-soccer-euro-greece/ranieri-suffers-defeat-behind-closed-doors-for-greece-idUKKBN0H20T120 140 907\|arkivdatum=26augusti2 021}}</ref></ref> Domare: Mark Clattenburg (England) | Pireus Publik: 0<refgroup="not">GreklandspeladesinhemmamatchmotRumänieninförtommaläktare.<refname="GRE-ROU">{{webbref\|url=https://cn.reuters.com/article/uk-soccer-euro-greece/ranieri-suffers-defeat-behind-closed-doors-for-greece-idUKKBN0H20T120 140 907\|titel=RanierisuffersdefeatbehindcloseddoorsforGreece\|utgivare=Reuters\|datum=7september2 014\|hämtdatum=10oktober2 014\|arkivurl=https://web.archive.org/web/20 210 826 101 346/https://cn.reuters.com/article/uk-soccer-euro-greece/ranieri-suffers-defeat-behind-closed-doors-for-greece-idUKKBN0H20T120 140 907\|arkivdatum=26augusti2 021}}</ref></ref> Domare: Mark Clattenburg (England) |
| 21:45 UTC+3 | 21:45 UTC+3      |          |                 |                           | Pireus Publik: 0<refgroup="not">GreklandspeladesinhemmamatchmotRumänieninförtommaläktare.<refname="GRE-ROU">{{webbref\|url=https://cn.reuters.com/article/uk-soccer-euro-greece/ranieri-suffers-defeat-behind-closed-doors-for-greece-idUKKBN0H20T120 140 907\|titel=RanierisuffersdefeatbehindcloseddoorsforGreece\|utgivare=Reuters\|datum=7september2 014\|hämtdatum=10oktober2 014\|arkivurl=https://web.archive.org/web/20 210 826 101 346/https://cn.reuters.com/article/uk-soccer-euro-greece/ranieri-suffers-defeat-behind-closed-doors-for-greece-idUKKBN0H20T120 140 907\|arkivdatum=26augusti2 021}}</ref></ref> Domare: Mark Clattenburg (England) | Pireus Publik: 0<refgroup="not">GreklandspeladesinhemmamatchmotRumänieninförtommaläktare.<refname="GRE-ROU">{{webbref\|url=https://cn.reuters.com/article/uk-soccer-euro-greece/ranieri-suffers-defeat-behind-closed-doors-for-greece-idUKKBN0H20T120 140 907\|titel=RanierisuffersdefeatbehindcloseddoorsforGreece\|utgivare=Reuters\|datum=7september2 014\|hämtdatum=10oktober2 014\|arkivurl=https://web.archive.org/web/20 210 826 101 346/https://cn.reuters.com/article/uk-soccer-euro-greece/ranieri-suffers-defeat-behind-closed-doors-for-greece-idUKKBN0H20T120 140 907\|arkivdatum=26augusti2 021}}</ref></ref> Domare: Mark Clattenburg (England) |
| 21:45 UTC+3 | 21:45 UTC+3      |          |                 |                           | Pireus Publik: 0<refgroup="not">GreklandspeladesinhemmamatchmotRumänieninförtommaläktare.<refname="GRE-ROU">{{webbref\|url=https://cn.reuters.com/article/uk-soccer-euro-greece/ranieri-suffers-defeat-behind-closed-doors-for-greece-idUKKBN0H20T120 140 907\|titel=RanierisuffersdefeatbehindcloseddoorsforGreece\|utgivare=Reuters\|datum=7september2 014\|hämtdatum=10oktober2 014\|arkivurl=https://web.archive.org/web/20 210 826 101 346/https://cn.reuters.com/article/uk-soccer-euro-greece/ranieri-suffers-defeat-behind-closed-doors-for-greece-idUKKBN0H20T120 140 907\|arkivdatum=26augusti2 021}}</ref></ref> Domare: Mark Clattenburg (England) | Pireus Publik: 0<refgroup="not">GreklandspeladesinhemmamatchmotRumänieninförtommaläktare.<refname="GRE-ROU">{{webbref\|url=https://cn.reuters.com/article/uk-soccer-euro-greece/ranieri-suffers-defeat-behind-closed-doors-for-greece-idUKKBN0H20T120 140 907\|titel=RanierisuffersdefeatbehindcloseddoorsforGreece\|utgivare=Reuters\|datum=7september2 014\|hämtdatum=10oktober2 014\|arkivurl=https://web.archive.org/web/20 210 826 101 346/https://cn.reuters.com/article/uk-soccer-euro-greece/ranieri-suffers-defeat-behind-closed-doors-for-greece-idUKKBN0H20T120 140 907\|arkivdatum=26augusti2 021}}</ref></ref> Domare: Mark Clattenburg (England) |

| 4           | 11 oktober 2014 | Rumänien         | 1 – 1           | Ungern               | Arena Națională                                            |                                                            |
| 19:00 UTC+3 | 19:00 UTC+3     | Raul Rusescu 45′ | (1 – 0) Rapport | 82′ Balázs Dzsudzsák | Bukarest Publik: 52 000 Domare: William Collum (Skottland) | Bukarest Publik: 52 000 Domare: William Collum (Skottland) |
| 19:00 UTC+3 | 19:00 UTC+3     |                  |                 |                      | Bukarest Publik: 52 000 Domare: William Collum (Skottland) | Bukarest Publik: 52 000 Domare: William Collum (Skottland) |
| 19:00 UTC+3 | 19:00 UTC+3     |                  |                 |                      | Bukarest Publik: 52 000 Domare: William Collum (Skottland) | Bukarest Publik: 52 000 Domare: William Collum (Skottland) |

| 5           | 11 oktober 2014 | Finland          | 1 – 1           | Grekland             | Olympiastadion                                                        |                                                                       |
| 21:45 UTC+3 | 21:45 UTC+3     | Jarkko Hurme 55′ | (0 – 1) Rapport | 24′ Nikolaos Karelis | Helsingfors Publik: 26 548 Domare: David Fernández Borbalán (Spanien) | Helsingfors Publik: 26 548 Domare: David Fernández Borbalán (Spanien) |
| 21:45 UTC+3 | 21:45 UTC+3     |                  |                 |                      | Helsingfors Publik: 26 548 Domare: David Fernández Borbalán (Spanien) | Helsingfors Publik: 26 548 Domare: David Fernández Borbalán (Spanien) |
| 21:45 UTC+3 | 21:45 UTC+3     |                  |                 |                      | Helsingfors Publik: 26 548 Domare: David Fernández Borbalán (Spanien) | Helsingfors Publik: 26 548 Domare: David Fernández Borbalán (Spanien) |

| 6           | 11 oktober 2014 | Nordirland                          | 2 – 0           | Färöarna | Windsor Park                                       |                                                    |
| 19:45 UTC+1 | 19:45 UTC+1     | Gareth McAuley 6′ Kyle Lafferty 20′ | (2 – 0) Rapport |          | Belfast Publik: 10 049 Domare: Alon Yefet (Israel) | Belfast Publik: 10 049 Domare: Alon Yefet (Israel) |
| 19:45 UTC+1 | 19:45 UTC+1     |                                     |                 |          | Belfast Publik: 10 049 Domare: Alon Yefet (Israel) | Belfast Publik: 10 049 Domare: Alon Yefet (Israel) |
| 19:45 UTC+1 | 19:45 UTC+1     |                                     |                 |          | Belfast Publik: 10 049 Domare: Alon Yefet (Israel) | Belfast Publik: 10 049 Domare: Alon Yefet (Israel) |

| 7           | 14 oktober 2014 | Färöarna | 0 – 1           | Ungern          | Tórsvøllur                                                |                                                           |
| 19:45 UTC+1 | 19:45 UTC+1     |          | (0 – 1) Rapport | 21′ Ádám Szalai | Tórshavn Publik: 2 000 Domare: Aleksei Kulbakov (Belarus) | Tórshavn Publik: 2 000 Domare: Aleksei Kulbakov (Belarus) |
| 19:45 UTC+1 | 19:45 UTC+1     |          |                 |                 | Tórshavn Publik: 2 000 Domare: Aleksei Kulbakov (Belarus) | Tórshavn Publik: 2 000 Domare: Aleksei Kulbakov (Belarus) |
| 19:45 UTC+1 | 19:45 UTC+1     |          |                 |                 | Tórshavn Publik: 2 000 Domare: Aleksei Kulbakov (Belarus) | Tórshavn Publik: 2 000 Domare: Aleksei Kulbakov (Belarus) |

| 8           | 14 oktober 2014 | Finland | 0 – 2           | Rumänien               | Olympiastadion                                                 |                                                                |
| 21:45 UTC+3 | 21:45 UTC+3     |         | (0 – 0) Rapport | 54′, 84′ Bogdan Stancu | Helsingfors Publik: 19 408 Domare: Paolo Tagliavento (Italien) | Helsingfors Publik: 19 408 Domare: Paolo Tagliavento (Italien) |
| 21:45 UTC+3 | 21:45 UTC+3     |         |                 |                        | Helsingfors Publik: 19 408 Domare: Paolo Tagliavento (Italien) | Helsingfors Publik: 19 408 Domare: Paolo Tagliavento (Italien) |
| 21:45 UTC+3 | 21:45 UTC+3     |         |                 |                        | Helsingfors Publik: 19 408 Domare: Paolo Tagliavento (Italien) | Helsingfors Publik: 19 408 Domare: Paolo Tagliavento (Italien) |

| 9           | 14 oktober 2014 | Grekland | 0 – 2           | Nordirland                      | Karaiskakis-stadion                                       |                                                           |
| 21:45 UTC+2 | 21:45 UTC+2     |          | (0 – 1) Rapport | 9′ Jamie Ward 51′ Kyle Lafferty | Pireus Publik: 18 726 Domare: Stéphane Lannoy (Frankrike) | Pireus Publik: 18 726 Domare: Stéphane Lannoy (Frankrike) |
| 21:45 UTC+2 | 21:45 UTC+2     |          |                 |                                 | Pireus Publik: 18 726 Domare: Stéphane Lannoy (Frankrike) | Pireus Publik: 18 726 Domare: Stéphane Lannoy (Frankrike) |
| 21:45 UTC+2 | 21:45 UTC+2     |          |                 |                                 | Pireus Publik: 18 726 Domare: Stéphane Lannoy (Frankrike) | Pireus Publik: 18 726 Domare: Stéphane Lannoy (Frankrike) |

| 10          | 14 november 2014 | Grekland | 0 – 1           | Färöarna                  | Karaiskakis-stadion                                    |                                                        |
| 21:45 UTC+2 | 21:45 UTC+2      |          | (0 – 0) Rapport | 61′ Jóan Símun Edmundsson | Pireus Publik: 16 821 Domare: Nicola Rizzoli (Italien) | Pireus Publik: 16 821 Domare: Nicola Rizzoli (Italien) |
| 21:45 UTC+2 | 21:45 UTC+2      |          |                 |                           | Pireus Publik: 16 821 Domare: Nicola Rizzoli (Italien) | Pireus Publik: 16 821 Domare: Nicola Rizzoli (Italien) |
| 21:45 UTC+2 | 21:45 UTC+2      |          |                 |                           | Pireus Publik: 16 821 Domare: Nicola Rizzoli (Italien) | Pireus Publik: 16 821 Domare: Nicola Rizzoli (Italien) |

| 11          | 14 november 2014 | Ungern          | 1 – 0           | Finland | Groupama Arena                                             |                                                            |
| 20:45 UTC+1 | 20:45 UTC+1      | Zoltán Gera 84′ | (0 – 0) Rapport |         | Budapest Publik: 19 500 Domare: Clement Turpin (Frankrike) | Budapest Publik: 19 500 Domare: Clement Turpin (Frankrike) |
| 20:45 UTC+1 | 20:45 UTC+1      |                 |                 |         | Budapest Publik: 19 500 Domare: Clement Turpin (Frankrike) | Budapest Publik: 19 500 Domare: Clement Turpin (Frankrike) |
| 20:45 UTC+1 | 20:45 UTC+1      |                 |                 |         | Budapest Publik: 19 500 Domare: Clement Turpin (Frankrike) | Budapest Publik: 19 500 Domare: Clement Turpin (Frankrike) |

| 12          | 14 november 2014 | Rumänien | 2 – 0           | Nordirland         | Arena Națională                                          |                                                          |
| 21:45 UTC+2 | 21:45 UTC+2      |          | (0 – 0) Rapport | 74′, 79′ Paul Papp | Bukarest Publik: 28 892 Domare: Jonas Eriksson (Sverige) | Bukarest Publik: 28 892 Domare: Jonas Eriksson (Sverige) |
| 21:45 UTC+2 | 21:45 UTC+2      |          |                 |                    | Bukarest Publik: 28 892 Domare: Jonas Eriksson (Sverige) | Bukarest Publik: 28 892 Domare: Jonas Eriksson (Sverige) |
| 21:45 UTC+2 | 21:45 UTC+2      |          |                 |                    | Bukarest Publik: 28 892 Domare: Jonas Eriksson (Sverige) | Bukarest Publik: 28 892 Domare: Jonas Eriksson (Sverige) |

| 13          | 29 mars 2015 | Nordirland             | 2 – 1           | Finland           | Windsor Park                                            |                                                         |
| 17:00 UTC+1 | 17:00 UTC+1  | Kyle Lafferty 33′, 36′ | (2 – 0) Rapport | 90+1′ Berat Sadik | Belfast Publik: 10 264 Domare: Szymon Marciniak (Polen) | Belfast Publik: 10 264 Domare: Szymon Marciniak (Polen) |
| 17:00 UTC+1 | 17:00 UTC+1  |                        |                 |                   | Belfast Publik: 10 264 Domare: Szymon Marciniak (Polen) | Belfast Publik: 10 264 Domare: Szymon Marciniak (Polen) |
| 17:00 UTC+1 | 17:00 UTC+1  |                        |                 |                   | Belfast Publik: 10 264 Domare: Szymon Marciniak (Polen) | Belfast Publik: 10 264 Domare: Szymon Marciniak (Polen) |

| 14          | 29 mars 2015 | Rumänien           | 1 – 0           | Färöarna | Ilie Oană Stadium                                            |                                                              |
| 19:00 UTC+3 | 19:00 UTC+3  | Claudiu Keșerü 21′ | (1 – 0) Rapport |          | Ploiești Publik: 13 898 Domare: Artur Soares Dias (Portugal) | Ploiești Publik: 13 898 Domare: Artur Soares Dias (Portugal) |
| 19:00 UTC+3 | 19:00 UTC+3  |                    |                 |          | Ploiești Publik: 13 898 Domare: Artur Soares Dias (Portugal) | Ploiești Publik: 13 898 Domare: Artur Soares Dias (Portugal) |
| 19:00 UTC+3 | 19:00 UTC+3  |                    |                 |          | Ploiești Publik: 13 898 Domare: Artur Soares Dias (Portugal) | Ploiești Publik: 13 898 Domare: Artur Soares Dias (Portugal) |

| 15          | 29 mars 2015 | Ungern | 0 – 0   | Grekland | Groupama Arena                                            |                                                           |
| 20:45 UTC+2 | 20:45 UTC+2  |        | Rapport |          | Budapest Publik: 22 000 Domare: Sergei Karasev (Ryssland) | Budapest Publik: 22 000 Domare: Sergei Karasev (Ryssland) |
| 20:45 UTC+2 | 20:45 UTC+2  |        |         |          | Budapest Publik: 22 000 Domare: Sergei Karasev (Ryssland) | Budapest Publik: 22 000 Domare: Sergei Karasev (Ryssland) |
| 20:45 UTC+2 | 20:45 UTC+2  |        |         |          | Budapest Publik: 22 000 Domare: Sergei Karasev (Ryssland) | Budapest Publik: 22 000 Domare: Sergei Karasev (Ryssland) |

| 16          | 13 juni 2015 | Finland | 0 – 1           | Ungern             | Olympiastadion                                           |                                                          |
| 19:00 UTC+3 | 19:00 UTC+3  |         | (0 – 0) Rapport | 82′ Zoltán Stieber | Helsingfors Publik: 20 434 Domare: Matej Jug (Slovenien) | Helsingfors Publik: 20 434 Domare: Matej Jug (Slovenien) |
| 19:00 UTC+3 | 19:00 UTC+3  |         |                 |                    | Helsingfors Publik: 20 434 Domare: Matej Jug (Slovenien) | Helsingfors Publik: 20 434 Domare: Matej Jug (Slovenien) |
| 19:00 UTC+3 | 19:00 UTC+3  |         |                 |                    | Helsingfors Publik: 20 434 Domare: Matej Jug (Slovenien) | Helsingfors Publik: 20 434 Domare: Matej Jug (Slovenien) |

| 17          | 13 juni 2015 | Färöarna                             | 2 – 1           | Grekland                      | Tórsvøllur                                              |                                                         |
| 19:45 UTC+1 | 19:45 UTC+1  | Hallur Hansson 32′ Brandur Olsen 70′ | (1 – 0) Rapport | 84′ Sokratis Papastathopoulos | Tórshavn Publik: 4 741 Domare: Tom Harald Hagen (Norge) | Tórshavn Publik: 4 741 Domare: Tom Harald Hagen (Norge) |
| 19:45 UTC+1 | 19:45 UTC+1  |                                      |                 |                               | Tórshavn Publik: 4 741 Domare: Tom Harald Hagen (Norge) | Tórshavn Publik: 4 741 Domare: Tom Harald Hagen (Norge) |
| 19:45 UTC+1 | 19:45 UTC+1  |                                      |                 |                               | Tórshavn Publik: 4 741 Domare: Tom Harald Hagen (Norge) | Tórshavn Publik: 4 741 Domare: Tom Harald Hagen (Norge) |

| 18          | 13 juni 2015 | Nordirland | 0 – 0   | Rumänien | Windsor Park                                                     |                                                                  |
| 19:45 UTC+1 | 19:45 UTC+1  |            | Rapport |          | Belfast Publik: 10 000 Domare: Carlos Velasco Carballo (Spanien) | Belfast Publik: 10 000 Domare: Carlos Velasco Carballo (Spanien) |
| 19:45 UTC+1 | 19:45 UTC+1  |            |         |          | Belfast Publik: 10 000 Domare: Carlos Velasco Carballo (Spanien) | Belfast Publik: 10 000 Domare: Carlos Velasco Carballo (Spanien) |
| 19:45 UTC+1 | 19:45 UTC+1  |            |         |          | Belfast Publik: 10 000 Domare: Carlos Velasco Carballo (Spanien) | Belfast Publik: 10 000 Domare: Carlos Velasco Carballo (Spanien) |

| 19          | 4 september 2015 | Färöarna                  | 1 – 3           | Nordirland                                | Tórsvøllur                                             |                                                        |
| 19:45 UTC+1 | 19:45 UTC+1      | Jóan Símun Edmundsson 36′ | (1 – 1) Rapport | 12′, 71′ Gareth McAuley 75′ Kyle Lafferty | Tórshavn Publik: 4 513 Domare: Felix Zwayer (Tyskland) | Tórshavn Publik: 4 513 Domare: Felix Zwayer (Tyskland) |
| 19:45 UTC+1 | 19:45 UTC+1      |                           |                 |                                           | Tórshavn Publik: 4 513 Domare: Felix Zwayer (Tyskland) | Tórshavn Publik: 4 513 Domare: Felix Zwayer (Tyskland) |
| 19:45 UTC+1 | 19:45 UTC+1      |                           |                 |                                           | Tórshavn Publik: 4 513 Domare: Felix Zwayer (Tyskland) | Tórshavn Publik: 4 513 Domare: Felix Zwayer (Tyskland) |

| 20          | 4 september 2015 | Grekland | 0 – 1           | Finland             | Karaiskakis-stadion                                  |                                                      |
| 21:45 UTC+3 | 21:45 UTC+3      |          | (0 – 0) Rapport | 75′ Joel Pohjanpalo | Pireus Publik: 17 358 Domare: Serhiy Boyko (Ukraina) | Pireus Publik: 17 358 Domare: Serhiy Boyko (Ukraina) |
| 21:45 UTC+3 | 21:45 UTC+3      |          |                 |                     | Pireus Publik: 17 358 Domare: Serhiy Boyko (Ukraina) | Pireus Publik: 17 358 Domare: Serhiy Boyko (Ukraina) |
| 21:45 UTC+3 | 21:45 UTC+3      |          |                 |                     | Pireus Publik: 17 358 Domare: Serhiy Boyko (Ukraina) | Pireus Publik: 17 358 Domare: Serhiy Boyko (Ukraina) |

| 21          | 4 september 2015 | Ungern | 0 – 0   | Rumänien | Ferenc Puskás-stadion                                  |                                                        |
| 20:45 UTC+2 | 20:45 UTC+2      |        | Rapport |          | Budapest Publik: 22 060 Domare: Felix Brych (Tyskland) | Budapest Publik: 22 060 Domare: Felix Brych (Tyskland) |
| 20:45 UTC+2 | 20:45 UTC+2      |        |         |          | Budapest Publik: 22 060 Domare: Felix Brych (Tyskland) | Budapest Publik: 22 060 Domare: Felix Brych (Tyskland) |
| 20:45 UTC+2 | 20:45 UTC+2      |        |         |          | Budapest Publik: 22 060 Domare: Felix Brych (Tyskland) | Budapest Publik: 22 060 Domare: Felix Brych (Tyskland) |

| 22          | 7 september 2015 | Finland | 1 – 0           | Färöarna            | Olympiastadion                                          |                                                         |
| 21:45 UTC+3 | 21:45 UTC+3      |         | (1 – 0) Rapport | 23′ Joel Pohjanpalo | Helsingfors Publik: 9 477 Domare: Marcin Borski (Polen) | Helsingfors Publik: 9 477 Domare: Marcin Borski (Polen) |
| 21:45 UTC+3 | 21:45 UTC+3      |         |                 |                     | Helsingfors Publik: 9 477 Domare: Marcin Borski (Polen) | Helsingfors Publik: 9 477 Domare: Marcin Borski (Polen) |
| 21:45 UTC+3 | 21:45 UTC+3      |         |                 |                     | Helsingfors Publik: 9 477 Domare: Marcin Borski (Polen) | Helsingfors Publik: 9 477 Domare: Marcin Borski (Polen) |

| 23          | 7 september 2015 | Nordirland          | 1 – 1           | Ungern              | Windsor Park                                          |                                                       |
| 19:45 UTC+1 | 19:45 UTC+1      | Kyle Lafferty 90+3′ | (0 – 0) Rapport | 74′ Richárd Guzmics | Belfast Publik: 10 200 Domare: Cüneyt Çakır (Turkiet) | Belfast Publik: 10 200 Domare: Cüneyt Çakır (Turkiet) |
| 19:45 UTC+1 | 19:45 UTC+1      |                     |                 |                     | Belfast Publik: 10 200 Domare: Cüneyt Çakır (Turkiet) | Belfast Publik: 10 200 Domare: Cüneyt Çakır (Turkiet) |
| 19:45 UTC+1 | 19:45 UTC+1      |                     |                 |                     | Belfast Publik: 10 200 Domare: Cüneyt Çakır (Turkiet) | Belfast Publik: 10 200 Domare: Cüneyt Çakır (Turkiet) |

| 24          | 7 september 2015 | Rumänien | 0 – 0   | Grekland | Arena Națională                                            |                                                            |
| 21:45 UTC+3 | 21:45 UTC+3      |          | Rapport |          | Bukarest Publik: 38 153 Domare: Aleksei Kulbakov (Belarus) | Bukarest Publik: 38 153 Domare: Aleksei Kulbakov (Belarus) |
| 21:45 UTC+3 | 21:45 UTC+3      |          |         |          | Bukarest Publik: 38 153 Domare: Aleksei Kulbakov (Belarus) | Bukarest Publik: 38 153 Domare: Aleksei Kulbakov (Belarus) |
| 21:45 UTC+3 | 21:45 UTC+3      |          |         |          | Bukarest Publik: 38 153 Domare: Aleksei Kulbakov (Belarus) | Bukarest Publik: 38 153 Domare: Aleksei Kulbakov (Belarus) |

| 25   | 8 oktober 2015 | Ungern               | 2 – 1           | Färöarna             | Groupama Arena                                                   |                                                                  |
| UTC+ | UTC+           | Dániel Böde 63′, 71′ | (0 – 1) Rapport | 11′ Róaldur Jakobsen | Budapest Publik: 16 500 Domare: Robert Schörgenhofer (Österrike) | Budapest Publik: 16 500 Domare: Robert Schörgenhofer (Österrike) |
| UTC+ | UTC+           |                      |                 |                      | Budapest Publik: 16 500 Domare: Robert Schörgenhofer (Österrike) | Budapest Publik: 16 500 Domare: Robert Schörgenhofer (Österrike) |
| UTC+ | UTC+           |                      |                 |                      | Budapest Publik: 16 500 Domare: Robert Schörgenhofer (Österrike) | Budapest Publik: 16 500 Domare: Robert Schörgenhofer (Österrike) |

| 26          | 8 oktober 2015 | Nordirland                              | 3 – 1           | Grekland              | Windsor Park                                               |                                                            |
| 19:45 UTC+1 | 19:45 UTC+1    | Steven Davis 35′, 58′ Josh Magennis 49′ | (1 – 0) Rapport | 87′ Christos Aravidis | Belfast Publik: 11 700 Domare: Bas Nijhuis (Nederländerna) | Belfast Publik: 11 700 Domare: Bas Nijhuis (Nederländerna) |
| 19:45 UTC+1 | 19:45 UTC+1    |                                         |                 |                       | Belfast Publik: 11 700 Domare: Bas Nijhuis (Nederländerna) | Belfast Publik: 11 700 Domare: Bas Nijhuis (Nederländerna) |
| 19:45 UTC+1 | 19:45 UTC+1    |                                         |                 |                       | Belfast Publik: 11 700 Domare: Bas Nijhuis (Nederländerna) | Belfast Publik: 11 700 Domare: Bas Nijhuis (Nederländerna) |

| 26          | 8 oktober 2015 | Rumänien           | 1 – 1           | Finland             | Arena Națională                                           |                                                           |
| 21:45 UTC+3 | 21:45 UTC+3    | Ovidiu Hoban 90+1′ | (0 – 0) Rapport | 67′ Joel Pohjanpalo | Bukarest Publik: 47 987 Domare: Craig Thomson (Skottland) | Bukarest Publik: 47 987 Domare: Craig Thomson (Skottland) |
| 21:45 UTC+3 | 21:45 UTC+3    |                    |                 |                     | Bukarest Publik: 47 987 Domare: Craig Thomson (Skottland) | Bukarest Publik: 47 987 Domare: Craig Thomson (Skottland) |
| 21:45 UTC+3 | 21:45 UTC+3    |                    |                 |                     | Bukarest Publik: 47 987 Domare: Craig Thomson (Skottland) | Bukarest Publik: 47 987 Domare: Craig Thomson (Skottland) |

| 27          | 11 oktober 2015 | Färöarna | 0 – 3           | Rumänien                                         | Tórsvøllur                                               |                                                          |
| 17:00 UTC+1 | 17:00 UTC+1     |          | (0 – 2) Rapport | 4′, 45+1′ Constantin Budescu 83′´Alexandru Maxim | Tórshavn Publik: 3 941 Domare: Ivan Kružliak (Slovakien) | Tórshavn Publik: 3 941 Domare: Ivan Kružliak (Slovakien) |
| 17:00 UTC+1 | 17:00 UTC+1     |          |                 |                                                  | Tórshavn Publik: 3 941 Domare: Ivan Kružliak (Slovakien) | Tórshavn Publik: 3 941 Domare: Ivan Kružliak (Slovakien) |
| 17:00 UTC+1 | 17:00 UTC+1     |          |                 |                                                  | Tórshavn Publik: 3 941 Domare: Ivan Kružliak (Slovakien) | Tórshavn Publik: 3 941 Domare: Ivan Kružliak (Slovakien) |

| 29          | 11 oktober 2015 | Finland             | 1 – 1           | Nordirland         | Olympiastadion                                               |                                                              |
| 19:00 UTC+3 | 19:00 UTC+3     | Paulus Arajuuri 87′ | (0 – 1) Rapport | 31′ Craig Cathcart | Helsingfors Publik: 14 550 Domare: Sergei Karasev (Ryssland) | Helsingfors Publik: 14 550 Domare: Sergei Karasev (Ryssland) |
| 19:00 UTC+3 | 19:00 UTC+3     |                     |                 |                    | Helsingfors Publik: 14 550 Domare: Sergei Karasev (Ryssland) | Helsingfors Publik: 14 550 Domare: Sergei Karasev (Ryssland) |
| 19:00 UTC+3 | 19:00 UTC+3     |                     |                 |                    | Helsingfors Publik: 14 550 Domare: Sergei Karasev (Ryssland) | Helsingfors Publik: 14 550 Domare: Sergei Karasev (Ryssland) |

| 30          | 11 oktober 2015 | Grekland                                                                                      | 4 – 3           | Ungern                                          | Karaiskakis-stadion                                |                                                    |
| 19:00 UTC+3 | 19:00 UTC+3     | Kostas Stafylidis 5′ Panagiotis Tachtsidis 57′ Konstantinos Mitroglou 79′ Panagiotis Kone 86′ | (1 – 1) Rapport | 26′ Gergő Lovrencsics 54′, 76′ Krisztián Németh | Pireus Publik: 9 500 Domare: Ivan Bebek (Kroatien) | Pireus Publik: 9 500 Domare: Ivan Bebek (Kroatien) |
| 19:00 UTC+3 | 19:00 UTC+3     |                                                                                               |                 |                                                 | Pireus Publik: 9 500 Domare: Ivan Bebek (Kroatien) | Pireus Publik: 9 500 Domare: Ivan Bebek (Kroatien) |
| 19:00 UTC+3 | 19:00 UTC+3     |                                                                                               |                 |                                                 | Pireus Publik: 9 500 Domare: Ivan Bebek (Kroatien) | Pireus Publik: 9 500 Domare: Ivan Bebek (Kroatien) |